# Matías de Gálvez y Gallardo
Matías de Gálvez y Gallardo (ur. 23 lipca 1717, zm. 3 listopada 1784 w Meksyku) – hiszpański polityk.
Jeden z czterech braci Gálvez, obok José (1720–1787), Miguela (1725–1792) i Antonia (1728–1792).
Od kwietnia 1779 do 3 kwietnia 1783 gubernator Gwatemali, następnie od 29 kwietnia 1783 do 3 listopada 1784 wicekról Nowej Hiszpanii.